# Bremenfly
Bremenfly fue una aerolínea chárter alemana con base en Berlín, Alemania. La aerolínea era propiedad de Jordanian Investor KH Group que también controlaba Alexandria Airlines y Jordan Aviation.

## Historia
Bremenfly fue fundada a finales de 2007/comienzos de 2008, bautizada como Bremenfly GmbH, en el aeropuerto de Bremen. La aerolínea contaba, en enero de 2009, con un Boeing 737-400 con 168 plazas, que era utilizado para otras aerolíneas alemanas en la temporada de verano. Los vuelos regulares a destinos vacacionales y ciudades en corto y medio alcance. En el verano de 2009, otro Boeing 737-400 fue añadido a la flota. El 15 de abril de 2009, la aerolínea recibió su certificado de operaciones. Las operaciones regulares del verano de 2009 incluían operaciones a Beirut y Amán desde aeropuertos alemanes como los de Düsseldorf y Berlín. En 2010 la sede central de Bremenfly fue trasladado del aeropuerto de Bremen al Aeropuerto de Berlín-Schönefeld. En octubre del mismo año se declaró en quiebra, renunciando a renovar su licencia federal de vuelos comerciales.

## Destinos
Bremenfly opera a los siguientes destinos (en julio de 2009)  (enlace roto disponible en Internet Archive; véase el historial, la primera versión y la última).:
- Bulgaria
  - Sofía - Aeropuerto de Sofía[1]
- Alemania
  - Berlín - Aeropuerto de Berlín Schönefeld
  - Düsseldorf - Aeropuerto Internacional de Düsseldorf
- Jordania
  - Amán - Aeropuerto Internacional Queen Alia
- Líbano
  - Beirut - Aeropuerto Internacional de Beirut Rafic Hariri

## Flota
La flota de Bremenfly incluye las siguientes aeronaves (a 1 de diciembre de 2010):